# Chirbat al-Hisan
Chirbat al-Hisan (arab. خربة الحصان) – wieś w Syrii, w muhafazie Aleppo, w dystrykcie Manbidż. W 2004 roku liczyła 727 mieszkańców.